# Очаковское (Херсонская область)
Очаковское (укр. Очаківське) — село в Чулаковской сельской общине Скадовского района Херсонской области Украины.
Население по переписи 2001 года составляло 229 человек. Почтовый индекс — 75640. Телефонный код — 5539. Код КОАТУУ — 6522383403.
В 2022 году село находится под временной оккупацией России.

## Местный совет
75640, Херсонская обл., Голопристанский р-н, с. Краснознаменка